# 西邹村
西邹村位于江苏省兴化市西郊镇大溪河畔，紧靠西郊镇工业集中区（兴化市建筑产业园），距兴化市区5公里，人口500多，芦竹和水产品丰富，是苏中里下河地区的鱼米之乡。村民大多从事种植、渔业、建筑业等行业。过去西邹村交通曾十分闭塞，村民主要依靠船出行，现在由于兴西公路的开通，村民生活十分方便。即将开通的一级公路省道S233（西环路）拓展工程和S233及S231连接线（北环路）。